# Iwan Iwanowicz

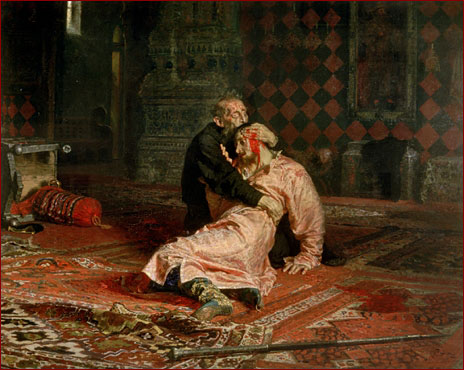
Car Iwan Groźny i jego syn Iwan 16 listopada 1581 roku – obraz Ilji Riepina przedstawiający zabójstwo carewicza

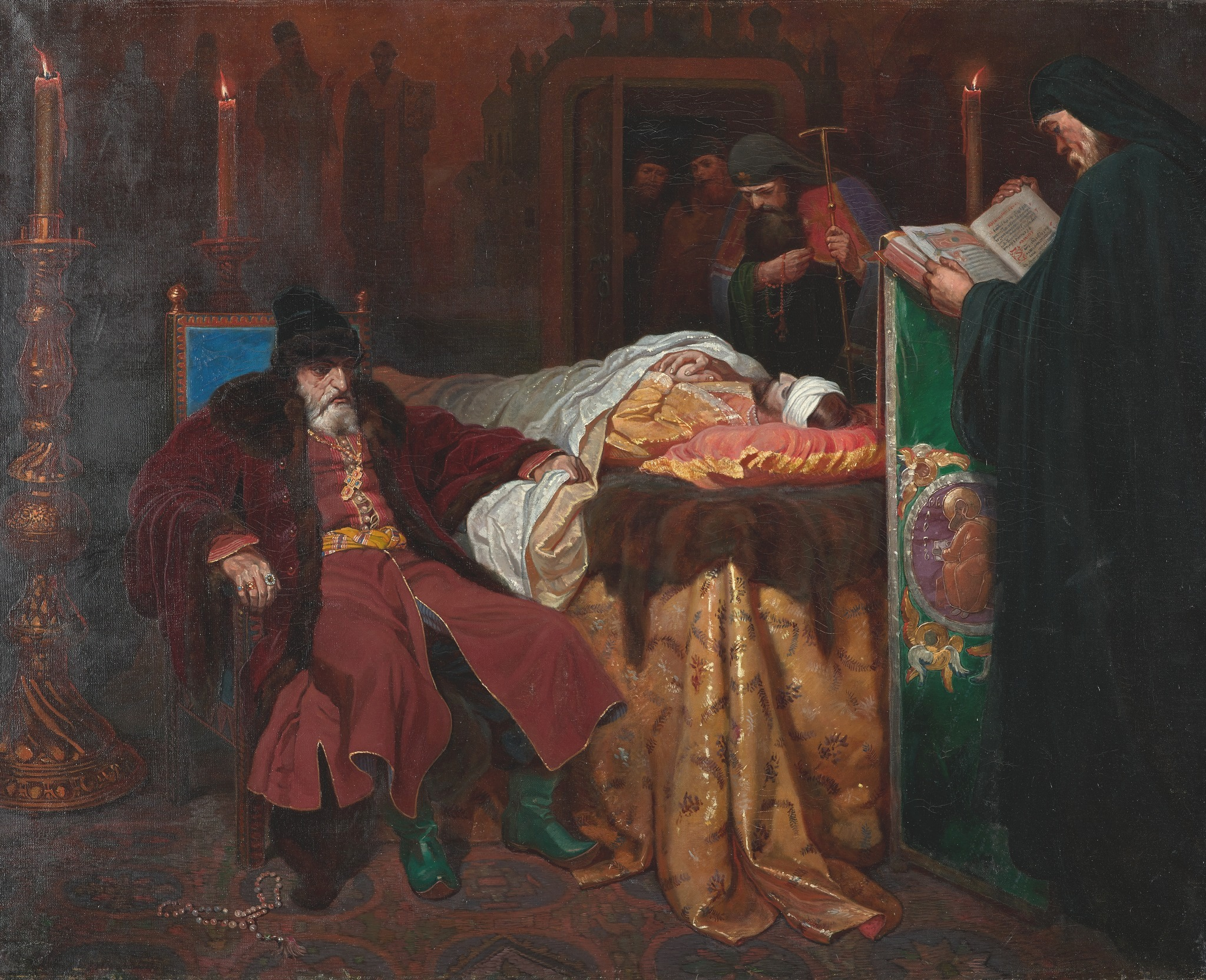
Iwan Groźny przy zwłokach syna którego zabił – obraz Wiaczesława Schwarza przedstawiający śmierć carewicza

Iwan Iwanowicz (ros. Иван Иванович, ur. 28 marca 1554, zm. 19 listopada 1581) – carewicz rosyjski z dynastii Rurykowiczów, drugi syn Iwana Groźnego i Anastazji Zacharyny.

## Pochodzenie
Iwan Iwanowicz urodził się 28 marca 1554 roku jako czwarte z sześciorga dzieci cara Iwana Groźnego i jego pierwszej żony Anastazji Zacharyny. Z jego rodzeństwa tylko młodszy brat Fiodor przeżył dzieciństwo.
Wiódł zwyczajne życie następcy tronu – brał udział w spotkaniach państwowych, egzekucjach, wyprawach wojennych, przyjęciach delegacji zagranicznych, czyli wszelkich czynnościach, które miały go przygotować do sprawowania władzy. Napisał żywot świętego Antoniego Sijskiego.

## Małżeństwa
W 1571 roku dwukrotnie owdowiały Iwan Groźny poszukiwał kolejnej żony. Do Moskwy sprowadzono około 2000 kobiet, spośród których car na swoją trzecią żonę wybrał Marfę Sobakinę. Na żonę następcy tronu została wybrana Eudokia Bogdanowa Saburowa. Już rok po ślubie Eudokia została odesłana do klasztoru na rozkaz cara. Tak samo postąpiono z drugą żoną carewicza, Paraskewą Sołową. Powodem krótkich małżeństw był brak potomstwa, gdyż Iwan oczekiwał od swoich synowych zapewnienia ciągłości dynastii.
W 1581 roku Iwan wziął trzeci ślub. Jego wybranką była Helena Iwanowna Szeremietiewa, córka Iwana Wasiljewicza Mniejszego, który zginął w bitwie pod Rewlem w 1577 roku. Iwan Groźny był skonfliktowany z rodziną swojej trzeciej synowej.

## Śmierć
Helena szybko zaszła w ciążę. W połowie listopada 1581 roku car wszedł do jej komnaty i pobił ją, gdyż była ubrana tylko w jedną koszulę. W obronie żony stanął carewicz, wywiązała się awantura podczas której doszło do ostrej wymiany zdań. Car uderzył Iwana w ucho ciężką laską zakończoną metalowym okuciem. Według niektórych źródeł Iwan cierpiał na epilepsję i gwałtowne uderzenie spowodowało napad paniki. Dodatkowo pojawiło się zapalenie płuc. Iwan chorował przez dziesięć dni, a car nakazał przywieźć do pałacu wielu lekarzy, którym obiecywał sowite wynagrodzenie, jeśli uratują życie następcy tronu. Carewicz zmarł 19 listopada 1581 roku w wieku 27 lat. Car opłakiwał syna, a patriarchom posłał znaczne sumy pieniędzy na modlitwy za duszę zmarłego.
Wdowa po Iwanie tuż po jego śmierci urodziła martwego syna. Z rozkazu cara odesłano ją do klasztoru.